# Maison de santé protestante de Nîmes
La maison de santé protestante de Nîmes est une institution de santé notable qui a particulièrement marqué l'histoire de la capitale gardoise depuis le XIXe siècle.La maison de santé protestante de Nîmes a depuis l'origine une vocation sanitaire, sociale et médico-sociale.
Les locaux de l'institution situés 5 et 7 rue de Sauve font l’objet d’une inscription au titre des monuments historiques depuis 2011.

## Histoire
L'institution est fondée en 1842. Dès les première années de son existence, l'établissement reçoit gratuitement les malades démunis des deux sexes appartenant aux diverses églises protestantes de la ville. Très vite, il connait un certain succès grâce aux soins qu'il apporte. L'institution est ainsi reconnue d'utilité publique en 1872.
En 1866, un riche particulier, Léon Noguier, construit un hôpital sur l'actuelle avenue Franklin Roosevelt. Cet établissement deviendra par la suite le site principal de la maison de santé protestante. En 1921 et en 1954, l'institution acquiert de nouveaux locaux situés sur la rue de Sauve et bâtis au XVIIIe siècle dans le cadre de l'aménagement du faubourg par Jacques Philippe Mareschal. Pour cette raison, ils sont en partie inscrits aux monuments historiques depuis 2011.
Aujourd'hui, la maison de santé protestante de Nîmes est une association orientant son activité sur l'accueil et la prise en charge médicalisée des personnes âgées. L'institution est composée de trois EHPAD, tous situés à Nîmes (avenue Franklin Roosevelt, rue de Sauve et chemin du Bachas).

## Direction
- Jacques Cadène (actuel président du conseil d'administration)[Depuis quand ?]

### Directeurs
- 1936-1947 : Marcelle Monod

[...]
- Patrick Raudin[Depuis quand ?][4]